# Литиевая промышленность России
Литиевая промышленность России — сектор горнодобывающей и химической промышленности, связанный с разведкой, добычей и переработкой литиевого сырья (природных ресурсов, содержащих литий). В связи с ростом глобального спроса на аккумуляторы и импортозамещением после 2022 года отрасль приобрела в России стратегическое значение.

## История
С 1941 года до середины 1990-х годов литий добывали рудным способом на единственном в СССР Завитинском месторождении в Забайкальском крае. Тогда этот металл добывали из сподуменовых руд. Под руководством профессора И. С. Лилеева в Новосибирске была разработана технология высокотемпературной переработки сподуменового концентрата для получения лития путем спекания сподумена с известняком. Первичным литиевым продуктом этой технологии был моногидрат гидроксида лития. Данная технология была положена в основу проекта строительства Красноярского химико-металлургического завода — первого в СССР предприятия по переработке литиевого горнорудного сырья, который уже в середине 50-х годов XX века вышел на проектную мощность.
На рубеже 50-60-х годов были предложены способы переработки необогащённой сподуменовой руды для получения двойного гидроксида алюминия и лития в качестве конечного продукта, из которого уже можно было получить необходимые моногидрат гидроксида лития, алюминат лития и металлический литий. Данная технология была разработана и протестирована, но внедрить её в широкое производство не удалось.
По объёмам производства лития СССР занимал второе место после США. Литий применялся в черной и цветной металлургии для улучшения характеристик сплавов, в оборонной и атомной промышленности, при производстве стекла и керамики, а также для изготовления специальных смазочных материалов для авиации.
Из-за истощения собственной сырьевой базы пытались перевести литиевую промышленность на привозные сподуменовые концентраты из Австралии, но из-за низкой рентабельности проект оказался неудачным.
Начиная с 70-х годов XX века, стали применять более дешёвую технологию — извлечение лития из природных рассолов с повышенной концентрацией минеральных веществ. Рассолы из солончаков или подземных источников закачивали в искусственные пруды, где солнце и ветер испаряли воду в течение 18–24 месяцев. Концентрированный раствор обрабатывали реагентами для осаждения карбоната лития (Li₂CO₃). Данный метод подходил только для жарких стран, что сделало Аргентину, Боливию и Чили лидерами в экспорте металла. Биржевые цены на карбонат лития тогда упали в 3 раза.
В СССР литиевые рассолы находились в основном на территории Дагестана, однако их переработка из-за попутных элементов в виде магния и кальция была признана нерентабельной.
Новым этапом стало освоение гидроминерального сырья Сибири, где концентрация хлорида лития в подземных рассолах была выше, чем в рассолах Дагестана. Но из-за очень высоких концентраций магния и кальция производство карбоната лития тем же способом, что использовалось в Южной Америке, было слишком дорогим и сложным.
Для освоения нетрадиционных гидроминеральных сырьевых источников лития в 1993 году было создано научное предприятие по разработке инновационных технологий ЗАО «Экостар-Наутех». Его разработки позволили уже с 1998 года сделать возможным создание промышленного производства моногидрата гидроксида лития из рассолов месторождений Иркутской области. Однако Министерством атомной промышленности РФ было принято решение о переходе на импортное сырьё.
C 1997 года добыча лития в России прекратилась, хотя Завитинское месторождение было освоено менее чем наполовину. Впоследствии потребность в литии Россия полностью удовлетворяла за счёт дешевого импорта. Основными поставщиками карбоната лития в Россию стали Чили и Аргентина.
Из-за санкций в 2022 году Боливия осталась единственным поставщиком лития в Россию, но её объёмы добычи не покрывали российские потребности (3,3 – 5,8 тыс. тонн в 2022 году).
Основные сферы потребления лития в России сейчас — производство стекла и керамики (34%), смазки (24%), аккумуляторов (22%). По утверждённой в 2021 году госпрограмме развития электромобилей к 2030 году РФ планирует выпускать 217 тыс. единиц электротранспорта, что потребует создания полной производственной цепочки и увеличит годовую потребность в литии до 85 тыс. тонн.
В июне 2023 года дочерняя компания Росатома Uranium One Group и боливийская Yacimientos de Litio Bolivianos (YLB) договорились о разработке и добыче лития на солончаке Пастос Грандес с помощью российской технологии. Планируется построить к 2025 году завод мощностью 25 тыс. тонн карбоната лития в год. В декабре 2023 стороны согласовали пилотный проект на крупнейшем в мире литиевом солончаке Уюни с перспективой производства до 14 тыс. тонн карбоната лития в год, используя ту же технологию.
В июле 2024 году российская компания Axionit подала заявку на разработку литиевых солончаков в чилийской Атакаме совместно с местной компанией ENAMI.

## Промышленное производство

### Крупнейшие месторождения
Согласно оценкам Геологической службы США, Россия не входит в список стран с подтверждёнными запасами лития. Однако прогнозируемые ресурсы оцениваются примерно в 1 млн тонн, что соответствует около 1% от мировых запасов этого металла.
По данным Министерства природных ресурсов и экологии РФ, Россия занимает третье место в мире по запасам лития. Государственным балансом России учитывается литий (в виде оксида лития) на 17 месторождениях: 3,5 млн тонн разведанных запасов на четырнадцати из них и 1 млн тонн забалансовых — на трёх остальных. Все месторождения дают комплексные руды, содержащие помимо лития тантал, ниобий, бериллий и цезий. Подавляющая часть российских запасов лития (свыше 80%) находится в Северо-Западном и Сибирском федеральных округах.
Лидером является Колмозерское месторождение в Мурманской области, где сосредоточено около 25% всех балансовых запасов страны (844,2 тыс. тонн лития). В число ключевых также входят:
- Улуг-Танзекское (Республика Тыва) – 665,5 тыс. тонн;
- Гольцовое (Иркутская область) – 468,6 тыс. тонн;
- Урикское (Республика Бурятия) – 367,8 тыс. тонн.

Отдельно стоит отметить Тастыгское месторождение (Республика Тыва), обладающее значительными забалансовыми запасами в 596,3 тыс. тонн лития.
На месторождениях Республики Тыва сосредоточено почти 30% лития России, регион занимает первое место по запасам этого металла.
Самые перспективные гидроминеральные источники лития в России — подземные рассолы Ангаро-Ленского бассейна (Восточная Сибирь), включая Омолойское, Знаменское и Ковыктинское месторождения. Это солёные воды на глубине 1200–2200 метров с очень высоким пластовым давлением (свыше 35 МПа).

### Компании—производители лития
По данным Геологической службы США, добыча лития в России велась в периоды 1994–2001 и 2004–2006 гг. В совокупности за 11 лет общая добыча составила 19 тыс. тонн лития.
На текущий момент добыча лития в России ведётся только на Малышевском месторождении в Свердловской области компанией АО «Мариинский прииск» (входит в корпорацию «Ростех») . В 2023 году на этом месторождении было добыто 27 тонн лития.
В России есть несколько перерабатывающих литий предприятий:
- ООО «ТД «Халмек» в Тульской области;

- Красноярский «Химико-металлургический завод» (ХМЗ);
- Новосибирский завод химических концентратов (НЗХК, входит в «Росатом»);
- Ангарский электролизный химический комбинат (АЭХК, также принадлежит «Росатому»).

Все эти производства пока полностью зависят от импортного сырья. Они используют зарубежный карбонат лития технических сортов, а также гидроксид и хлорид лития для выпуска своей продукции.
Российские компании уже работают над проектами, где литий будет использоваться как сырьё. Например, в 2025 году в Калининграде планируется запуск завода по производству аккумуляторных ячеек и батарей компании «Ренера» мощностью 4 ГВт·ч (около 50 тыс. батарей в год). Кроме того, в Москве может появиться вторая аналогичная фабрика. Также предприятие АО «Энергия» (Елец) уже выпускает батареи для электромобилей Urbis.
Однако ожидаемые объёмы потребления лития этими производствами остаются относительно скромными — по экспертным оценкам, они составят лишь 15–20% от потенциального объёма добычи лития в России. Это означает, что значительная часть сырья может быть направлена на экспорт или использована в других отраслях промышленности.

### Динамика производства лития в России
Россия испытывает острый дефицит лития, который критически важен для нескольких ключевых отраслей:
- Атомной энергетики;
- Производства аккумуляторов;
- Изготовления специальных смесей для сталелитейной промышленности;
- Выпуска смазочных материалов для горнодобывающей отрасли.

Проблема заключается в отсутствии промышленной добычи лития внутри страны. На сегодняшний день российская литиевая отрасль представлена только перерабатывающими предприятиями, которые полностью зависят от импортного сырья и загружены лишь на 30%.
Решение дефицита связывают с планами по ускоренному освоению отечественных месторождений (Завитинское, Полмостундровское, Ковыктинское, Ярактинское, Колмозерское) в период 2023–2030 годов. Реализация этих проектов должна значительно сократить зависимость от импорта и покрыть внутренние потребности России в литии.
Однако существует проблема сбыта литиевой продукции у будущих проектов по добыче, поскольку за 2024 год общее потребление лития в России составило 9 тыс. тонн, только на двух месторождениях Мурманской области планируется получать около 67 тыс. тонн лития в год.

## Экспорт и импорт
До 2022 года объем импорта лития в России постепенно рос. Однако под влиянием санкций объём ввозимого металла серьёзно сократился. Основным поставщиком лития в РФ в 2022 году стала Боливия, в начале 2022 года поставки в Россию составляли 100% экспорта страны.
| Год               | 2017 | 2018 | 2019 | 2020 | 2021 | 2022 |
| ----------------- | ---- | ---- | ---- | ---- | ---- | ---- |
| Импорт, тыс. тонн | 5,75 | 6,37 | 7,65 | 8,08 | 9,8  | 3,3  |

В 2022 году экспорт лития (гидроксид лития) также сократился почти вдвое. Основным экспортёром (99%) был красноярский «Химико-металлургический завод» (ХМЗ).
| Год                | 2017 | 2018 | 2019 | 2020 | 2021 | 2022 |
| Экспорт, тыс. тонн | 5,05 | 5,27 | 7,33 | 8,01 | 8,57 | 3,93 |

## Проекты по добыче лития
Зимой 2023 года АО «Арктический литий» (совместное предприятие ООО «ТД ХАЛМЕК» и АО «ХМЗ») получило лицензию на разработку Полмостундровского литиевого месторождения в Мурманской области, где, согласно утвержденному проекту, до 2027 года планируется добыть 1 млн тонн руды, содержащей около 12 тысяч тонн оксида лития. Запасы месторождения оцениваются в 351,7 тыс. тонн оксида лития.
К 2030 году «Арктический литий» должен построить на месторождении горно-обогатительный комбинат (ГОК), включающий дробильно-сортировочный комплекс мощностью 1 млн тонн руды в год и обогатительную фабрику, которая будет производить 200–240 тысяч тонн сподуменового концентрата ежегодно с содержанием оксида лития 6%. Полученный концентрат планируется перерабатывать на предприятиях партнёров — ООО «Халмек Литиум» в Тульской области и АО «ХМЗ» в Красноярском крае.
В 2021 году «Росатом» и «Норникель» заключили соглашение о совместных проектах по освоению Колмозерского месторождения (совместное предприятие «Полярный литий») и дальнейшей глубокой переработке литиевого сырья. «Полярный литий» планирует запустить первую очередь ГОКа в 2026-2027 годах с начальной мощностью 400 тыс. тонн руды в год. Проект предполагает выпуск 45 тыс. тонн карбоната и гидроксида лития в год. Эти минералы используются, в частности, в производстве аккумуляторных батарей.
Также в 2030 году «Ростех» через свою компанию «Эльбрусметалл-литий» намерен ввести в эксплуатацию ГОК на Тастыгском месторождении в Тыве.